# پاپیروس (نرم‌افزار)
پاپیروس (انگلیسی: Papyrus) یک نرم‌افزار متن‌باز فرانسویست که برای رسم نمودارهای یوام‌ال به‌کار می‌رود. پاپیروس به شکل یک افزونه‌ در اکلیپس، قابل استفاده است. پاپیروس زبان مختص به دامنه و زبان مدل‌سازی سیستم را پشتیبانی می‌کند.